# Urgleptes unilineatus
Urgleptes unilineatus är en skalbaggsart som först beskrevs av Bates 1872.  Urgleptes unilineatus ingår i släktet Urgleptes och familjen långhorningar.
Artens utbredningsområde är:
- Costa Rica.
- Nicaragua.

Inga underarter finns listade i Catalogue of Life.